# آق‌تپه ۱
آق تپه ۱ مربوط به دوران‌های تاریخی پس از اسلام است و در شهرستان بروجن، بخش مرکزی، روستای سفید دشت واقع شده و این اثر در تاریخ ۲۴ فروردین ۱۳۸۲ با شمارهٔ ثبت ۸۲۱۹ به‌عنوان یکی از آثار ملی ایران به ثبت رسیده‌است.